# Пасха в славянской традиции
Па́сха, Вели́к день — самый значимый праздник весеннего календарного цикла восточных и западных славян (у южных славян таковым является весенний Юрьев день). Традиционно Пасха праздновалась три дня; однако пасхальные мотивы широко представлены в мифологии и обрядности всей Светлой, предшествующей ей Страстной (когда совершались приготовления к празднику) и следующей за ней Радоницкой недель.
Пасха, будучи главным церковным праздником, стала органичной частью славянской народной традиции, которая по-своему переосмыслила христианскую символику этого праздника, а также приурочила к нему весеннюю обрядность дохристианского происхождения.

## Славянские названия Пасхи
ст.‑слав. Великъ дьнь, Велии, др.-рус. Великодень; Вели́к де́нь, Пасха честна́я, Светлое Воскресенье; укр. Великдень; бел. Вялікдзень; сербохорв. Великден, Ускрс; болг. Великден; макед. Вазам, Вузам; словен. Velika noč, Vuzem; пол. Wielkanoc; чеш. Velikonoce; словац. Veľká noc; в.-луж. Jutry.
Старославянское слово Великъ дьнь является калькой с греч. μεγάλη ἡμέρα «великий день» и часто встречается в древнерусских источниках для обозначения праздника Пасхи. В славянских переводах Библии, например в Остромировом Евангелии (1057 год), этим словом обозначалась и иудейская Пасха.
Название Пасхи у лужичан (и некоторых других западнославянских народов) — в.-луж. Jutry — происходит от слов «утреня, заутреня», указывающих на время Пасхального богослужения.
В некоторых диалектах хорватского языка Пасха называется Vuzem, Vazam — это слово выводят от корня «взять». Такое название мотивировано противопоставлением конца Великого поста его началу — Пусту.

## Церковь и дохристианские традиции

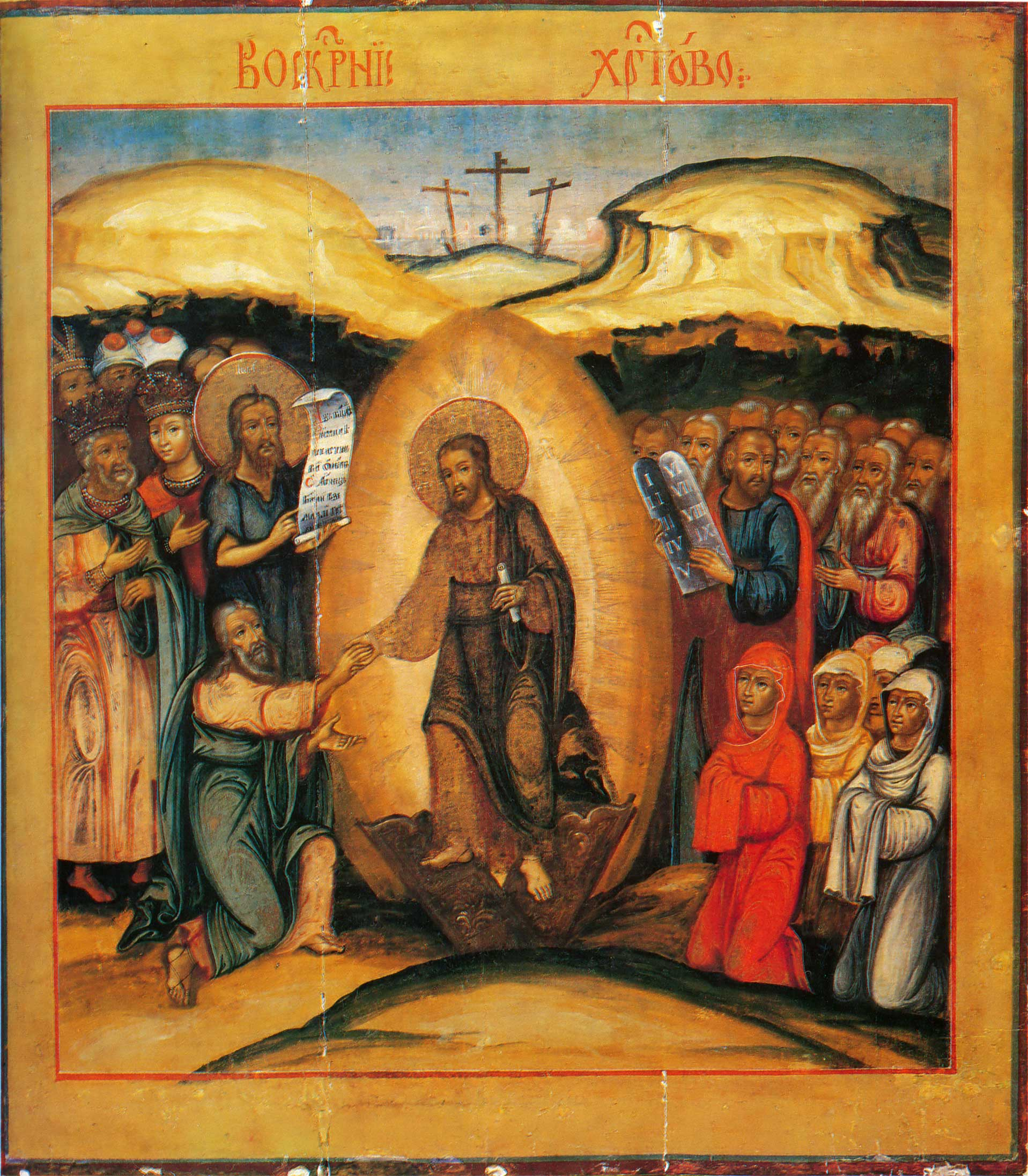
Икона «Воскресение Христово». Из церкви села Селезениха Тверской губернии.

Церковь стремилась, чтобы на Пасху не было игрищ и обрядов, которые она определяла «языческими».
По мнению ряда исследователей [каких?], на Пасху перешли обряды встречи весны в день весеннего равноденствия. Н. И. Толстой и С. М. Толстая считают, что весеннему равноденствию также соответствует Благовещение, которое является одной из четырёх ключевых точек года. В приметах и обрядности Пасхи присутствуют сюжеты и мотивы, характерные для народного календаря весны и начала лета (поминальные, свадебные, метеорологические, аграрно-хозяйственные и др.). А. Н. Афанасьев пишет, что в Галиции известна песня о воскресающей после зимы Весне.
В старину существовал также обычай на Пасху катать по земле священников и дьяконов после молебна на ржаном или льняном поле, чтобы «снопы были такие же высокие и тяжёлые», чтобы «хлеб или лён уродился высок и хорош».
В. Я. Пропп, следуя устаревшей теории о Христе как частном случае умирающего и воскресающего божества, утверждает, что «праздники, которые церковь считает своими, как праздники рождения, смерти и воскресения Христа, также оказываются по своему происхождению языческими».
По мнению преподавателей филологического факультета Белорусского университета, в этот день, когда он становился «великим» (длиннее ночи), раньше начинался новый календарный год. По словам В. К. Сапиги, Пасха на Украине — это, помимо всего прочего, праздник весеннего воскресения, обновления природы, которое отмечалось с приходом дня весеннего равноденствия ещё в дохристианские времена.
В публикациях советского времени фольклор нередко подвергали фальсификации с целью изъятия христианских элементов, считавшихся «вторичными». Таким образом календарный фольклор старались сделать более «народным» и соответствующим «трудовым интересам крестьянина». Так, Л. Н. Виноградова указывает, что составители одного из сборников заменили «широко бытующий припев „Хрыстос васкрос сын божы!“ на так называемый „дохристианский“ — „Вясна красна на увесь свет!“ (см. Волочёбные песни). Таким образом оказались заменёнными более 80 рефренов».

## Представления восточных славян

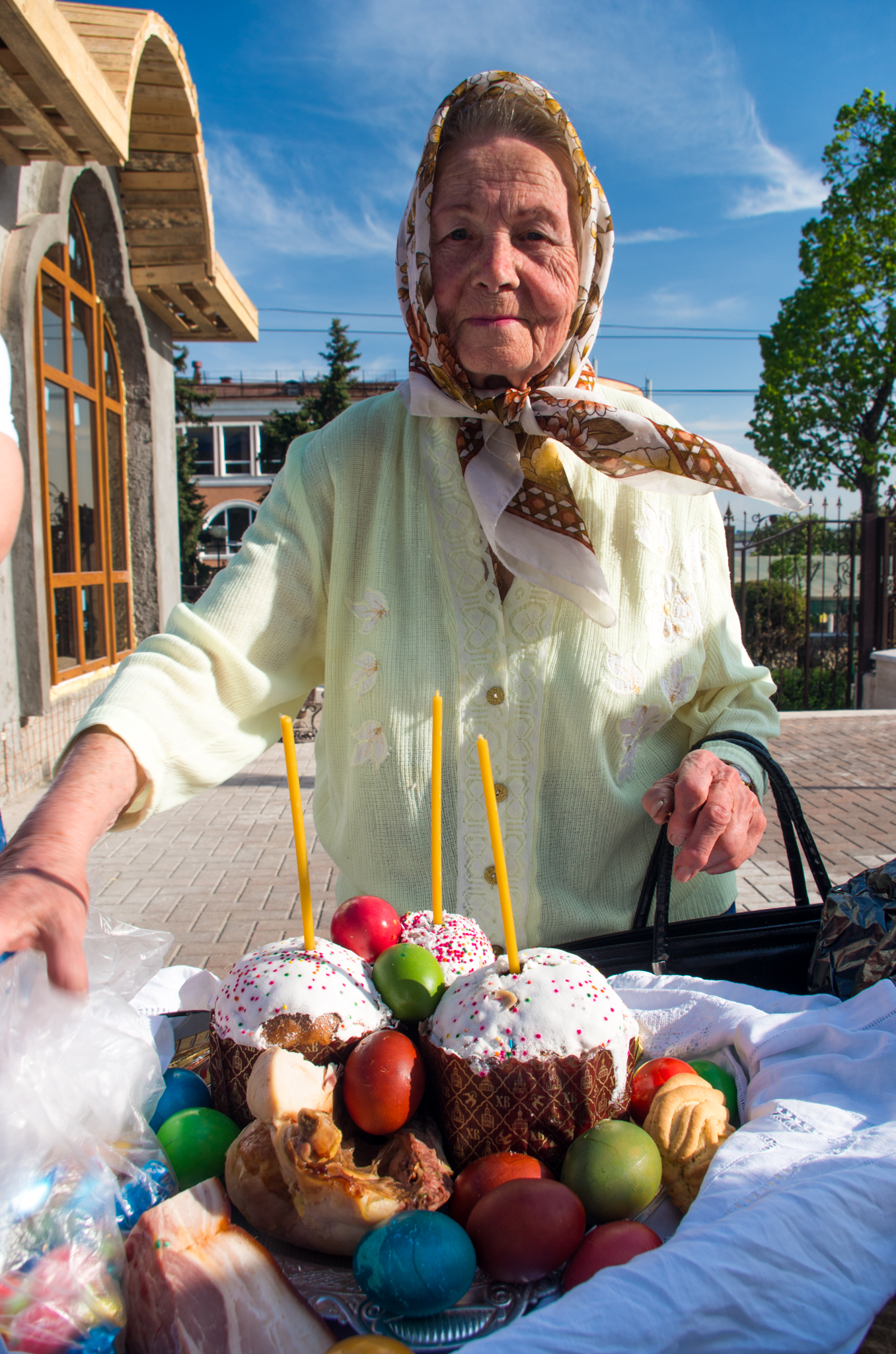
Пасхальные яйца и куличи. Ставропольский край, Пятигорск

Неделя перед Пасхой в белорусском Полесье сохранила древнее название «Русальная», как и недели перед Рождеством, Троицей и Ивановым днём.
Считалось, что Страстная неделя была временем разгула нечистой силы. Согласно славянским традициям, в один из дней, предшествующих Пасхе или непосредственно следующих за ней, предки возвращаются на землю, где пребывают в течение некоторого времени. Всю неделю старательно готовились к празднику: мыли столы, скамейки, лавки, окна, двери. Белили печь, а то и стены. Выскабливали, вымывали пол, вытряхивали половики, перемывали посуду.
С Пасхой связано множество различных поверий. Славяне верили, что в этот день раскрываются небеса, и разрешается попросить у Бога то, что очень хочется. В продолжение всей Светлой недели души усопших постоянно обращаются между живыми, посещают своих родственников и знакомых, пьют, едят и радуются вместе с ними; а скончавшиеся в эту седмицу вступают, по народному поверью, в отверстые врата рая. Весеннее пробуждение природы чествовалось красными яйцами, и вообще красные и жёлтые яйца считаются необходимой принадлежностью праздничных обрядов, совершаемых на Светлой неделе, в Радуницу, Семик и Троицу. Всякому, кто умирает на Светлой неделе, дают в руки красное яйцо, с которым и опускают его в могилу, дабы на том свете он мог похристосоваться с своими родичами. При желании люди, тоскующие о смерти своих близких, могут увидеть их в церкви на пасхальной службе, выслушать их просьбы и жалобы. После литургии русские крестьяне, несмотря на запреты священников, шли на кладбище христосоваться с покойниками. У болгар сохранилось поверье, что на Великдень выпускаются души умерших, а закрывали их на Великой (Зелёной) неделе на Троицу.
Пасха ассоциировалась у русских с чудесным исполнением желаемого. Считалось, что в этот день можно обеспечить себе преуспевание в делах на целый год. Если, например, человек первым придёт после пасхального богослужения домой, то для него весь год будет удачным. Верили, что удача будет обеспечена и вору, если он украдёт во время заутрени какой-либо предмет у молящихся людей и при этом не попадётся на краже.
К празднованию готовились всю Страстную неделю — с понедельника по субботу.

## Славянские традиции Пасхи

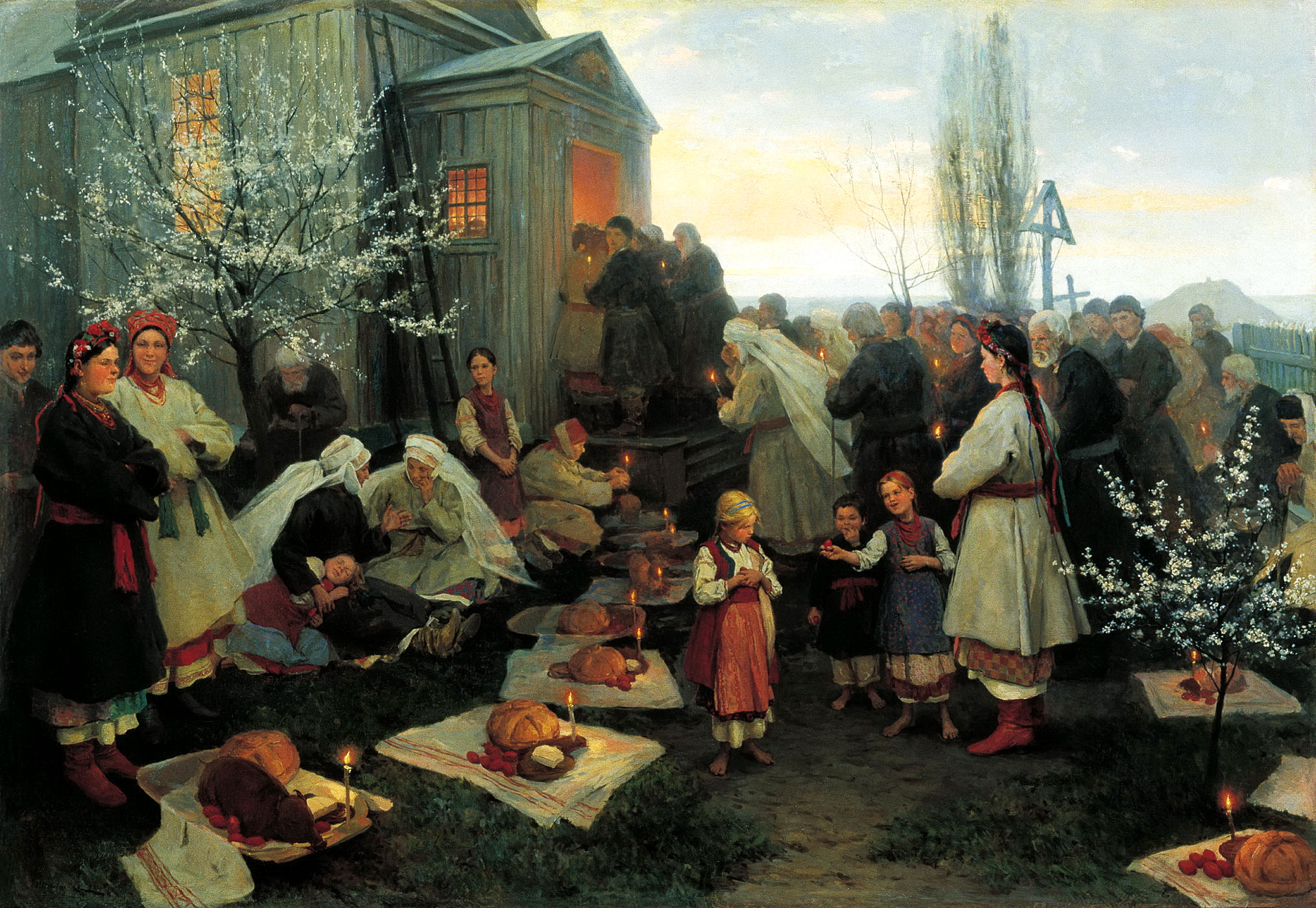
Н. К. Пимоненко. Пасхальная заутреня в Малороссии. 1891

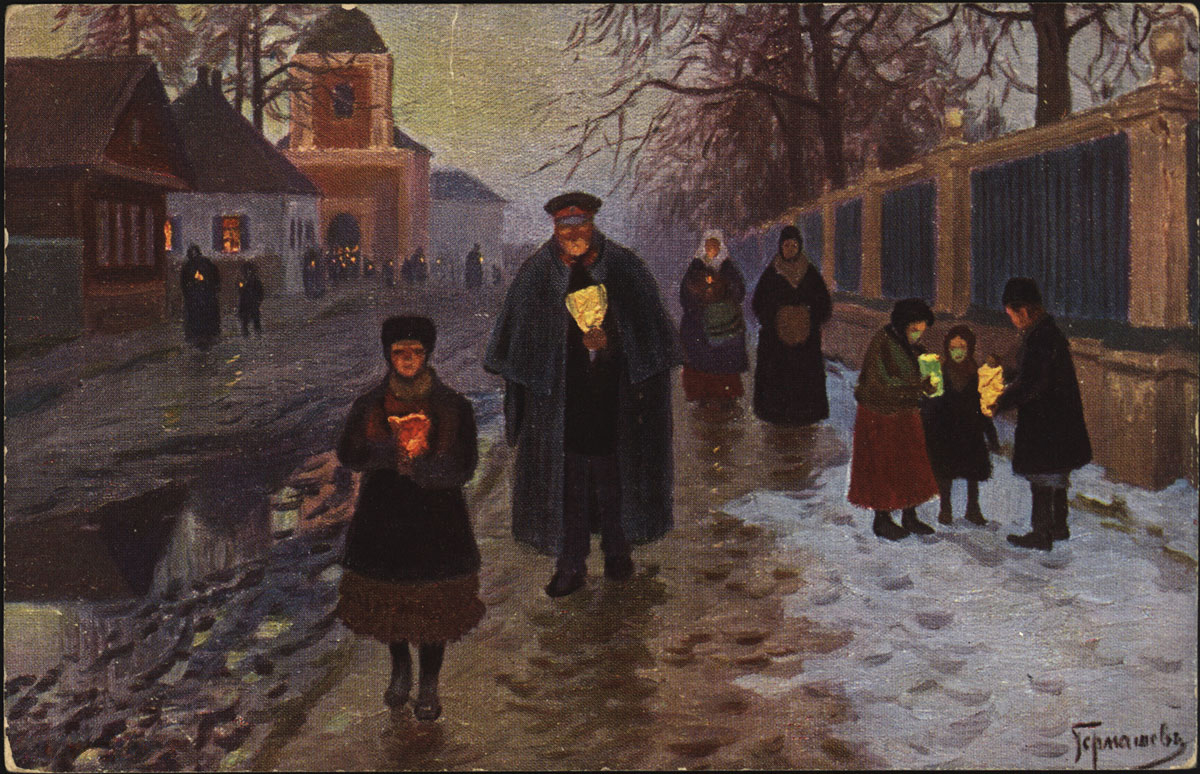
М. М. Гермашев. После заутрени. 1904 г.

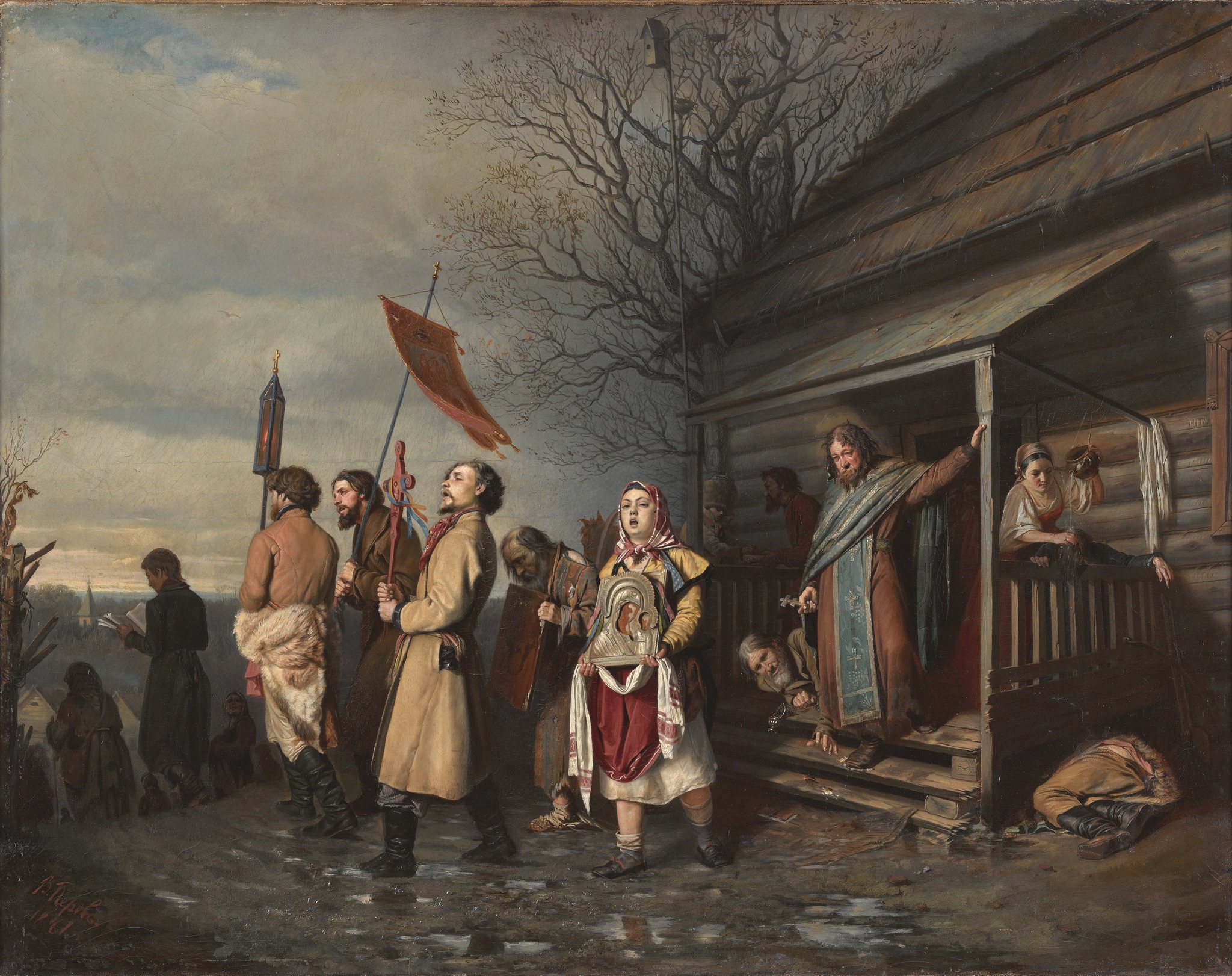
В. Г. Перов. Сельский крестный ход на Пасхе. 1861

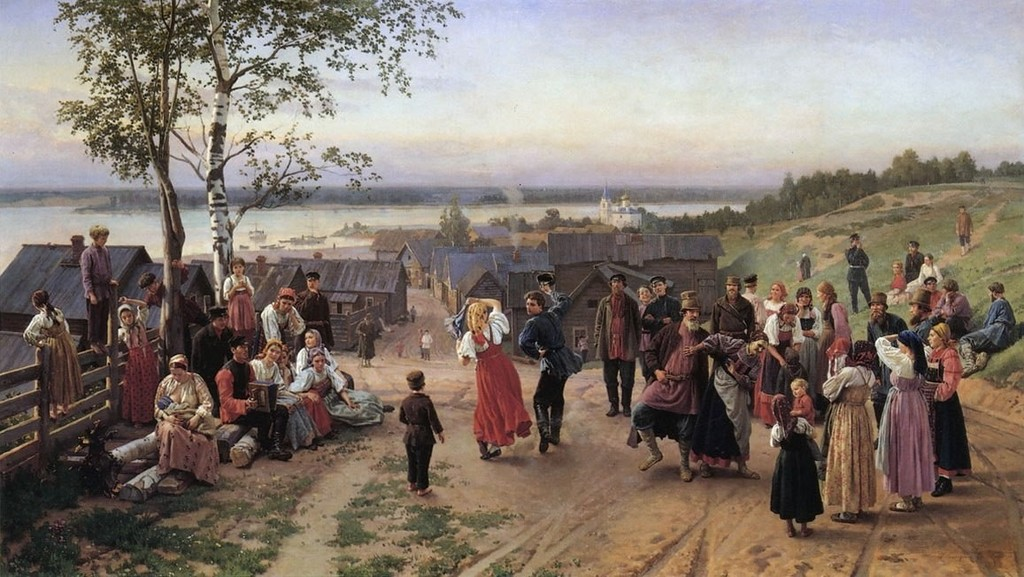
Н. Д. Дмитриев-Оренбургский. Воскресение в деревне. 1884

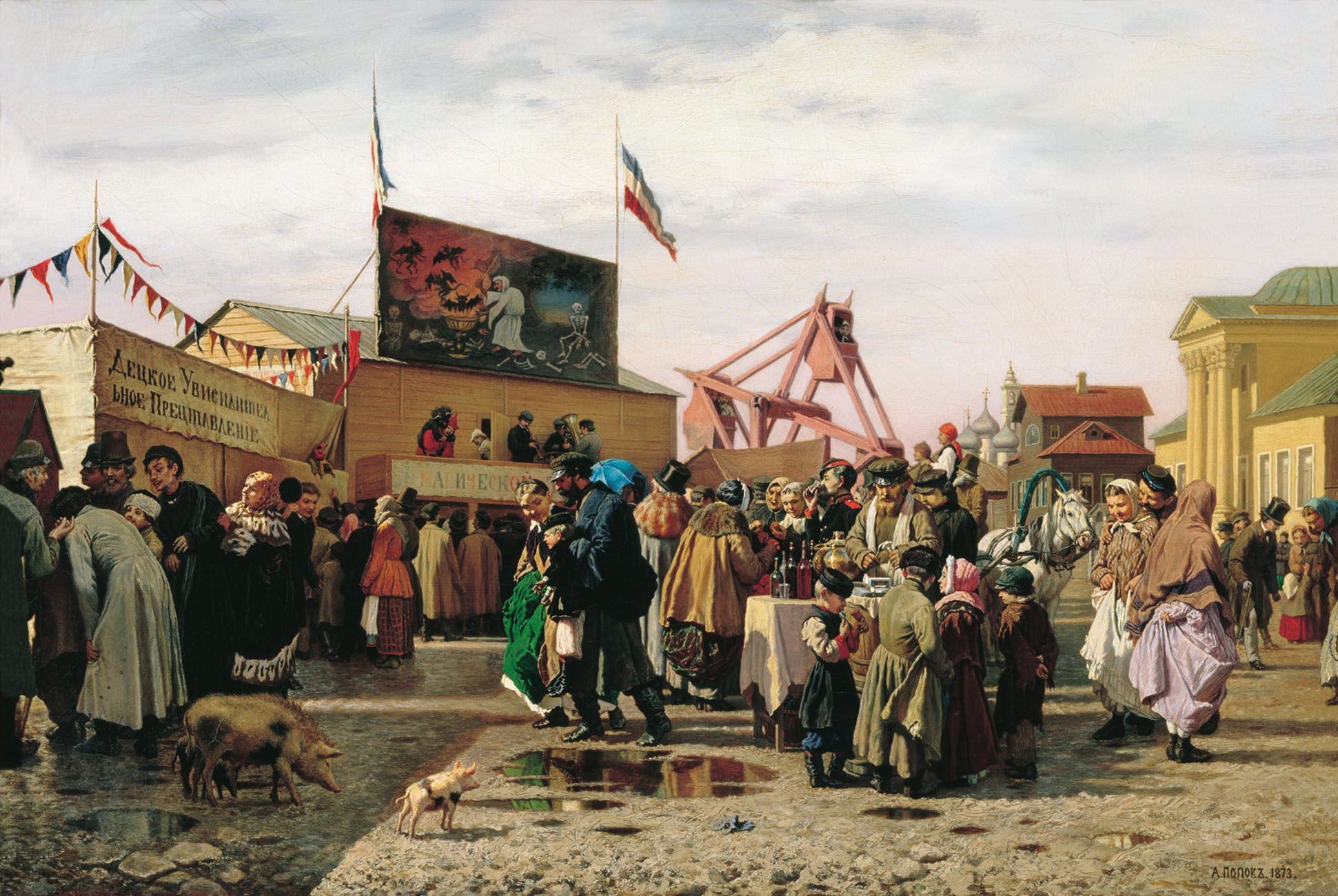
А. Попов. Балаганы в Туле. 1873

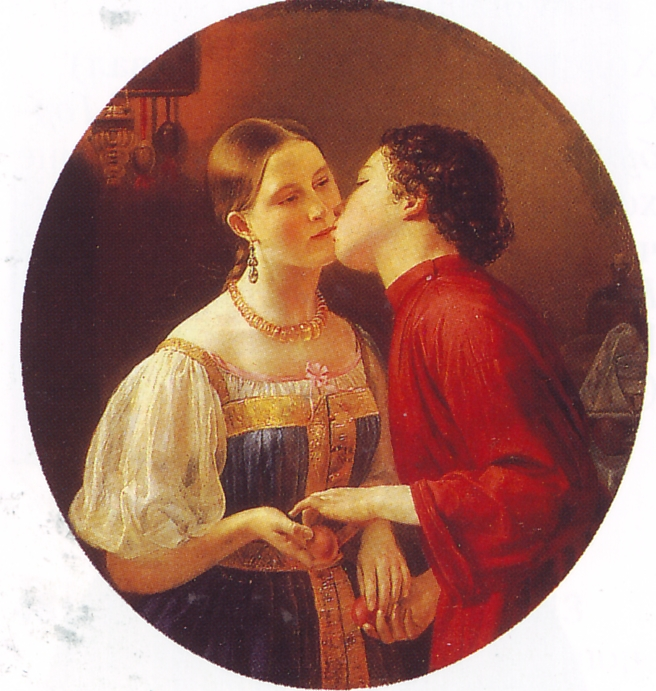
Ф. Горецкий. Христосование. 1850

### Разговление
После окончания всенощной начиналось освящение принесённых яств. Из церкви возвращались как можно скорее, поскольку, согласно народным поверьям, кто раньше начнёт разговляться, у того будет в этом году удача в его делах и хорошее здоровье. В этот день белорусы и украинцы пекли поросят и ставили на стол с хреном в зубах (у русских и украинцев поросёнок — символ плодородия — был обязательным под новый год).
В Пасху начиналось разговление после длительного Великого поста. Как правило, это семейная трапеза, на которой не появлялись гости.
На Украине при разговении хозяин обходил вокруг стола с миской освящённых яиц и пасок. После этого, став лицом к иконам, разрезал на тарелке несколько очищенных освящённых яиц и подносил ко рту каждому члену семьи, приговаривая: «Дай, Боже, чтобы и на тот год дождаться святого праздника Воскресения Христова в счастье и здоровье!».
В Херсонской области для тех, кто был в дороге и не сидел за праздничным столом вместе с семьёй, хозяйка отрезала кусок пасхи и, завернув его в рушник вместе с тремя крашенками, клала в красный угол.
В некоторых местах России и Украины существовал обычай ставить на праздничный стол тарелку с землёй, на которой зеленели проросшие всходы овса. На зелень клали столько крашеных яиц, скольких предков хотели помянуть. Этот обряд совершали в первую очередь те селяне, которые не могли в этот день побывать на могиле своих родителей. Символичная могилка могла стоять до Радуниц. Тогда яйца скармливали скоту или птицам, скорлупу сжигали, а зелень высаживали.
В Белоруссии и в северных районах Украины остатки великоденской трапезы обычно сохраняли до Юрьева дня, когда их несли в поле и закапывали на меже, по углам поля или разбрасывали по полю, считая, что это предохраняет поле от града, грозы, бури. В некоторых местах Гродненского уезда в этот день до восхода солнца хозяин брал штоф водки, настольник, клал в него хлеб, кости, оставшиеся от «свенцоного» (освящённого) стола, и обходил с этими вещами кругом засеянного рожью поля, по углам которого он втыкал пасхальные кости со словами: «Святы Боже и Святы Еры! заховайце нiўку от граду!», и возвращался домой.
На Киевщине после разговения умываются водой, в которую кладут две крашенки и медную монету. Затем воду выливают на огонь или в озеро. Девушки умывались с красного яйца, чтобы быть румяной, становились на топор, чтобы сделаться крепкой.

### Пасха мёртвых
Согласно славянским поверьям, перед Великднём или после него, предки возвращаются на землю, где пребывают до троицкого периода — Вознесения, Духовской субботы или Троицы. В западных и южных губерниях Российской империи крестьяне шли на кладбище сразу после праздничной литургии и христосовались с покойными. Это связано с представлением о «Пасхе мёртвых» или «Навьих проводах», согласно которому в канун Пасхи Господь открывает рай и ад (знаком чего являются открытые в церкви царские врата) и выпускает с «того света» души умерших, чтобы они могли посетить свои дома и отметить свою Пасху. С этим у восточных и южных славян связано поверье о том, что в течение всей пасхальной недели (либо в период от Пасхи до Вознесения) Христос ходит по земле и каждый умерший в это время человек попадает прямо в рай.
После утренней службы в первый день Пасхи ходят христосоваться с усопшими на кладбище, зарывают яйцо в могилу. Сохранился обычай «катание яйца крестом» на могиле и христосования с предками: пшеном делали крест на могилке и по этому кресту катают крашеное яйцо, приговаривая «Христос воскрес!». Поминовение умерших на Светлой неделе противоречит церковному канону (как несовместимое с радостью по поводу Воскресения Христа) и сохранило статус сугубо народного обычая.
Считалось, что на Пасху, как и в Страстной четверг, поднявшись на чердак со свечой, горящей ещё с заутрени, можно увидеть домового.

### Пасхальный огонь
В России ещё в конце XIX века в Святую ночь по всей империи около православных храмов зажигались костры, а в сёлах на севере костры возжигались на вершинах холмов. В Словении и Хорватии, у сербов Воеводины часто костры жгли во дворах своих домов; в них освящали «новый» огонь.
Пасхальные костры отличались от других календарных по материалу (сюда сносили старые кресты и вещи, украденные у евреев), а также по семантике: их разжигали, чтобы «побужать» или «поднять» Христа, «обогреть» апостолов, дежуривших около убитого Христа; чтобы при свете огня увидеть Господа и попросить его о помощи; заслужить отпущение грехов.
Западные славяне, словенцы и хорваты пасхальные костры жгли как в пасхальную ночь, так и в ночь на пасхальный
понедельник; вокруг них собирались люди после службы. В Словении этот костёр часто называли vuzemnice, vüzénice от Vuzem «Пасха»; там же парни, бегая по селу с факелами, зажжёнными от пасхального костра, кричали, что они «Христа ищут». Чешские крестьяне называли пасхальный костёр «Иудин огонь» или «сжигание Иуды» (чеш. Jidášův oheň, pálení Jidáše).
У поляков и кашубов, чехов и словаков, хорватов и словенцев обязательно накануне Пасхи совершался обряд обновления огня в домашнем очаге. Новый огонь высекали в церкви во время службы в Страстную субботу. Его приносили домой с помощью свечей, древесного гриба, освящённых в Вербное воскресенье веток; разжигали с их помощью огонь в очаге и уже на новом огне готовили пасхальные блюда. Также селяне несли кусочки освящённой огнём древесины на поле и в хозяйственные постройки.
Обряд зажигания костров вечером в Страстную субботу связан с культом предков. «С ночи Страстной субботы до Пасхального воскресенья души мёртвых поднимаются из могил и идут в церковь молиться, поэтому на кладбище у церкви зажигают костры». Дмитрий Зеленин предполагал, что раньше в России существовал обычай зажигания костров перед заутреней в четверг и в субботу Страстной недели.

### «Открытие неба»
У русских существовало поверье, что в этот день открывается небо, и в продолжение всей Светлой недели души усопших беспрепятственно переходят в «селения праведных», постоянно обращаются между живыми, посещают своих родственников и знакомых, пьют, едят и радуются вместе с ними.
В соответствии с верой селян, злые духи, которые находятся в подземном царстве, живут в могильной тишине и очень боятся крика и шума. И когда на Великдень производили выстрелы из ружей, стучали по дереву и посуде, звучала музыка и колокольный звон, то люди верили, что это отгоняет злых духов и нечистую силу.
Во многих местах России и Украины после обеда идут на кладбище «похристосоваться с умершими родителями», приносят яйца, пироги, низко кланяются могилам и говорят: «Христос воскресе!» Многие крестьяне уверены, что в этот день умершие всё слышат. Яйца крошат на мелкие кусочки и разбрасывают на могилках или целые оставляют. Раньше в церковь приносили сдобные пироги и после обедни, по выходе из церкви сразу же шли к могилкам разговляться. Любопытно замечание одной пожилой женщины: «Раньше, в старину, когда народ был праведный, придя на кладбище на восклицание „Христос воскресе!“ можно было услышать и ответ от умерших, а теперь народ исплутовался, так и не слыхать».
По сведениям Максимова С. В. «Всем русалкам разрешается выходить из воды в Светлое Воскресенье, когда обносят кругом церкви плащаницу. И поэтому в это время надо запирать двери в храмах как можно крепче, из опасения, как бы не набежали русалки. В этом поверье <…> можно различить следы древнеславянского почитания умерших: весною, когда вся природа оживает, по верованию древних славян, оживали и души умерших и бродили по земле».

### Освящение воды и омовение

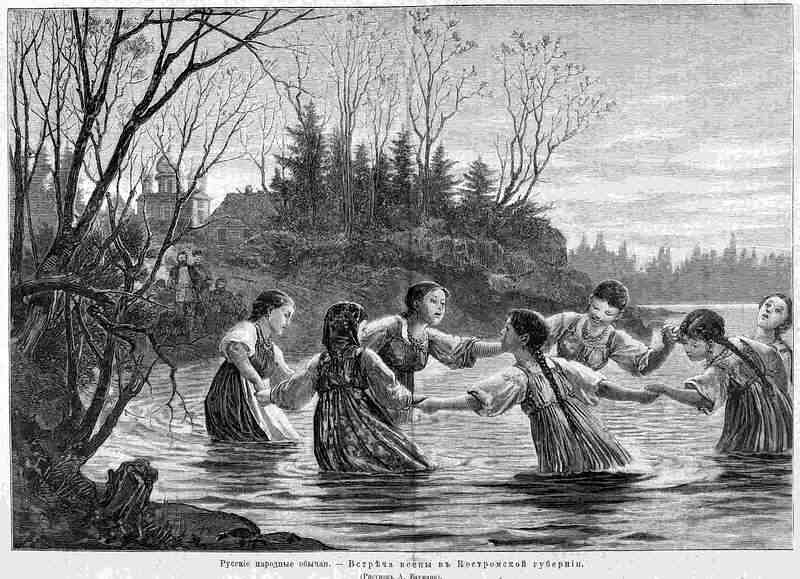
Встреча весны. Костромская губерния. 1882.

Со времён книжной справы патриарха Никона установилась церковная традиция совершать в пятницу Пасхальной недели малое освящение воды в честь иконы Богородицы «Живоносный Источник». 
В некоторых случаях заказывали молебен с водосвятием; когда священники освящали воду в колодце, и этой водой матери старались умыть детей, а затем вытереть их полотенцем или концом холста, которое затем «вешали на Божью Матерь», то есть жертвовали на церковь. Кроме того, при водосвятных молебнах многие крестьяне снимали с себя кресты и погружали их в освящённую воду, а затем спускали эту воду прямо в рот или на глаза. При этом многие старухи не ограничивались этим, а брали венчик, которым кропил священник, и брызгали в те места на своём теле, где чувствовали боль, но прежде всего брызгали «в пазуху»; молодицы же, кормящие детей, обмывали святой водой грудь, чтобы было больше молока и чтобы защититься от сглаза.
И. Калинский приводит слова Густинской летописи о древнем обычае — «в день Воскресения Христова» во время игры молодёжи кого-нибудь толкают в реку или же обливают водой. По свидетельству М. Ломоносова, в его время селяне обливали водой, а иногда и бросали в воду тех, кто проспал утреннюю службу.

### Встреча рассвета
Существовало поверье, что на Пасху «солнце играет». По представлениям русских крестьян, «восходящее солнце то покажется из-за края небесного, то опять за ним спрячется, то выглянет кверху, то книзу опустится, то заблещет цветами алыми, белыми, лазоревыми, то воссияет во всей славе своей так, что никакому глазу глядеть на него невозможно».
И многие старались подкараулить это мгновение. В средней полосе России дети даже обращались к солнцу с песенкой:

Солнышко, вёдрышко,

Выгляни в окошечко!

Солнышко, покатись,

Красное, нарядись!
На Гуцульщине каждый, увидев восходящее солнце, набожно снимал головной убор и, повернувшись лицом на восток, низко кланялся, крестился и произносил: «Слава тобі, Господи, за личенько твоє Господнє, що ся показало, праведне; слава Тобі, просвященне!». На Волыни считают, что солнце — «царь неба», что светит и греет днём, а ночью прячется за землю, обходит её и утром снова появляется на востоке. На Подолье считают, что солнце — это отблеск лика Божьего, и потому оно так ярко светит. В прежние времена на Украине девушки молились солнцу. На Черкасщине (Черкасы) девушки вставали с утра пораньше на Великдень, и шли в сад, вставали под яблоней лицом на восток, и ждали восход солнца. Как только солнце появлялось, девушки складывали руки, как перед иконой, и молились. После молитвы, на дереве, под которым стояли, делали отметку крестиком на коре и когда яблоня зацветёт, из её цветущих веток плели венок и надевали на голову, потом этот венок сохраняли и его использовали при гадании на любовь.

### Встреча весны
Как и на Благовещенье, если на Пасху и следующие дни были тёплые и солнечные, девушки ходили вокруг села (а вслед за ними и маленькие дети) и пели веснянки. На Украине собравшись на выгоне (на улице) или возле церкви, выводили «кривого танца» «Коструба», который символизировал зиму.

### Обход дворов
Одним из обрядов, совершавшихся в этот день в Тамбовской и Воронежской областях, в Поволжье был обход дворов, который перекликается с традицией обходных обрядов на Зимние Святки, Троицу. По дворам ходили дети, поздравляли с праздником: «Христос Воскресе!», после чего хозяева одаривали их яйцами. В Поволжье компания парней и девушек ходила с музыкой и песнями от дома к дому и под окном выкрикивали: «Христос, Сыне Божий, Воскрес!». Хозяева одаривали колядовщиков яйцами, пирогами и другими продуктами со словами: «Спасибо! Христос Воскрес!». Колядовщики в ответ произносили: «Воистину воскрес!» В других случаях обход дворов совершал священник, он обязательно исполнял в каждом доме пасхальный тропарь и также получал вознаграждение. В селе Карачун варили кашу, ходили к родным и раздавали топлёное молоко.
По сообщению жителей из деревни Сухарево Архангельской области, на Пасху пели северные песни-виноградья. В Тамбовской области на Пасху «калядовщики Христа славят».
В некоторых белорусских и западнорусских деревнях в ночь на Великдень (местами вечером этого дня) ходят по домам волочёбники и поют обрядовые песни, славя святых Юрия и Николу, что коров и коней запасают, Пречистую Деву, что засевает нивы, и Илью-пророка, зажинающего колосистую рожь.
Первоначально, вероятно, волочёбные обряды исполняли бродячие странники, калики перехожие — мужская компания, состоящая в основном из молодых парней. Ходили из двора во двор, за славленье получали подарки: яйца, пироги, водку, иногда большие угощения.
Волочёбный обряд существовал в Белоруссии, на Украине, в Польше (Подляшье), в некоторых местах России, граничащих с Белоруссией. Компания парней в ночь с субботы на воскресенье (в России и Белоруссии часто накануне Великдня) или с воскресенья на понедельник (на Украине и местами в Белоруссии) обходит дворы. Руководит самый умелый или бойкий, называемый починальником. Поются волочёбные песни, напоминающие зимние колядки. Обычно первая песня обращается к хозяину и хозяйке дома. В ней прославляется умелое ведение хозяйства, благоустройство, порядок в доме, благополучие в семье, Егорий пасёт им коров, Никола — коней, Илья — зажинает жниво, Пречистая Богородица — засевает, а Покров — собирает. Затем, если хозяин благосклонен, прославляются красавицы-рукодельницы дочери и умелые здоровые сыновья. За это хозяева одаривают волочёбников обязательно крашеным яйцом, пирогом, а также салом, сыром или другими продуктами. Примерно с XIX века стало допустимым (не везде) одаривать и деньгами. На Украине дворы обходили большей частью мальчики 8-12 лет, в обряде порой присутствовали элементы скоморошных забав.
«Волочебниками» у русских назывались три дня — суббота, Великдень и следующий понедельник. У украинцев был «Волочильний понеділок». У белорусов волочёбники («волочёвники») разделялись на «хлопский» — в понедельник и «дивчацкий» — во вторник.
У чехов на Пасху подростки ходили по дворам колядовать, за что получали угощения. Содержание пасхальных колядок связано с приходом весны, пробуждением земли и началом полевых работ. Считалось, что колядование способствует плодородию и здоровью. Колядовщики обязательно просили яйца:
Я ещё малый колядничек, тётушка,

Пришёл за красным яйцом.

За красным яйцом,

Да за белым колачём,

Ай по нраву ли Вам,

Тётушка, колядничек?
Оригинальный текст (чешск.)Já jsem malý koledníček, tetičko,

přišel jsem si pro červené vajíčko.

Pro vajíčko červený,

pro koláč bílý,

jsem-li vám, tetičko,

koledníček milý?

От пасхальных колядок с XIX века появилась традиция посылать пасхальные открытки (в отличие от рождественских открыток).

### Почитание семьи
На Великоденской неделе, как и на Масленицу, главное внимание уделялось молодёжи и молодожёнам. Так, например, в молодёжных пасхальных хороводах обычно назывались будущие супружеские пары и величались молодожёны, поженившиеся в течение последнего года.
На Великоденской неделе было принято обмениваться визитами со сватами, причём приглашали не только настоящих, но и будущих сватов, то есть родня обручённых жениха и невесты приглашала друг друга в гости. Жениха с невестой сажали на почётном месте в красном углу. Обычай требовал, чтобы жених ухаживал за невестой, называл её обязательно на «вы», по имени-отчеству, или же просто «наречённая моя невеста»; тот же обычай требовал, чтобы он сгребал сласти с тарелки и потчевал ими девицу. После обеда жених с невестой обязаны были кататься с нею по селу, и при этом непременно обняв друг друга за талию.
В субботу в некоторых местах совершался обряд «вьюнишник», или «окликание молодых», целью которого было коллективное чествование и поздравление молодожёнов, вступивших в брак в течение года.

### Развлечения молодёжи
На Пасху практически везде устраивались массовые гуляния с пением, хороводами и играми, «ярмарками невест», качелями и прочими увеселениями. Тоже порой происходило и на Благовещенье: «… Можно и песни петь на Благовещенье, — ещё недавно рассказывали на Сумщине. — Можно было танка водить. Это уже как Пасха считалось…».
Бытовал в давние времена обычай на Пасху качаться на качели. Рядом с качелью, как правило, и молодёжь и взрослые играли в крашенки или писанки. Женщины и девушки в играх участия не брали. Чаще всего играли в «навбитки» («битки») — бились яйцами, «котка» — катали яйца с горки. Пасхальный обычай катания яиц был связан с верой древних славян в демонов. Люди верили, что, катая яйца, можно заставить злых духов танцевать, падать, опрокидываться, что вызывало им ужасные страдания. Если же яйца ударять друг о друга, то можно заставить духов биться лбами. Считалось, что таким образом можно бороться со злыми духами, досаждая им.
В Воронежской области «Играли на Пасху в мяч: была палка — колузалка. Один кидает, другой бьёт по мячу — мяч делали из тряпок. Если мяч улетит далеко, надо было бежать за черту. Который бежит, в него надо мячом попасть. Если попали, то ты водящий. Карагоды с девками по улице водили. Играли на балалайке, гитаре, мандолине. Все в кругу пляшуть».
В Гомельской области в ночь на Пасху молодёжь «забавлялась» ночью: крали у соседей и таскали по селу телеги, лодки, сани, переворачивали их; разбрасывали дрова, колоды, жерди, бочки, лестницы; разбирали и раскидывали заборы, колодцы; снимали ворота, калитки; перегораживали всеми этими предметами дорогу, строили из них баррикады; переплетали дорогу нитками, перегораживали палками; забрасывали телеги, лодки, сани, лестницы, колоды, бочки, колёса, плуги, бороны, ульи, калитки на крыши домов; закрывали трубу, чтобы дым шёл в хату; подпирали тяжёлыми предметами двери, чтобы хозяева не могли выйти из дома.

### Обряды дня

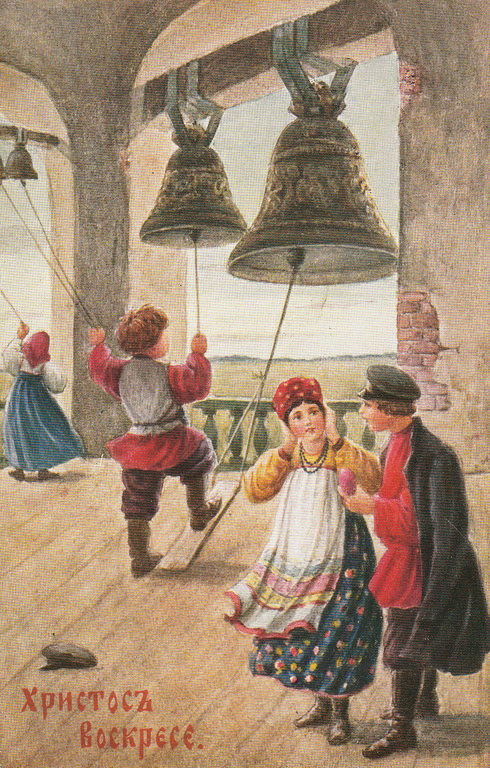
Считалось, что удар в колокол на Пасху приносит счастье

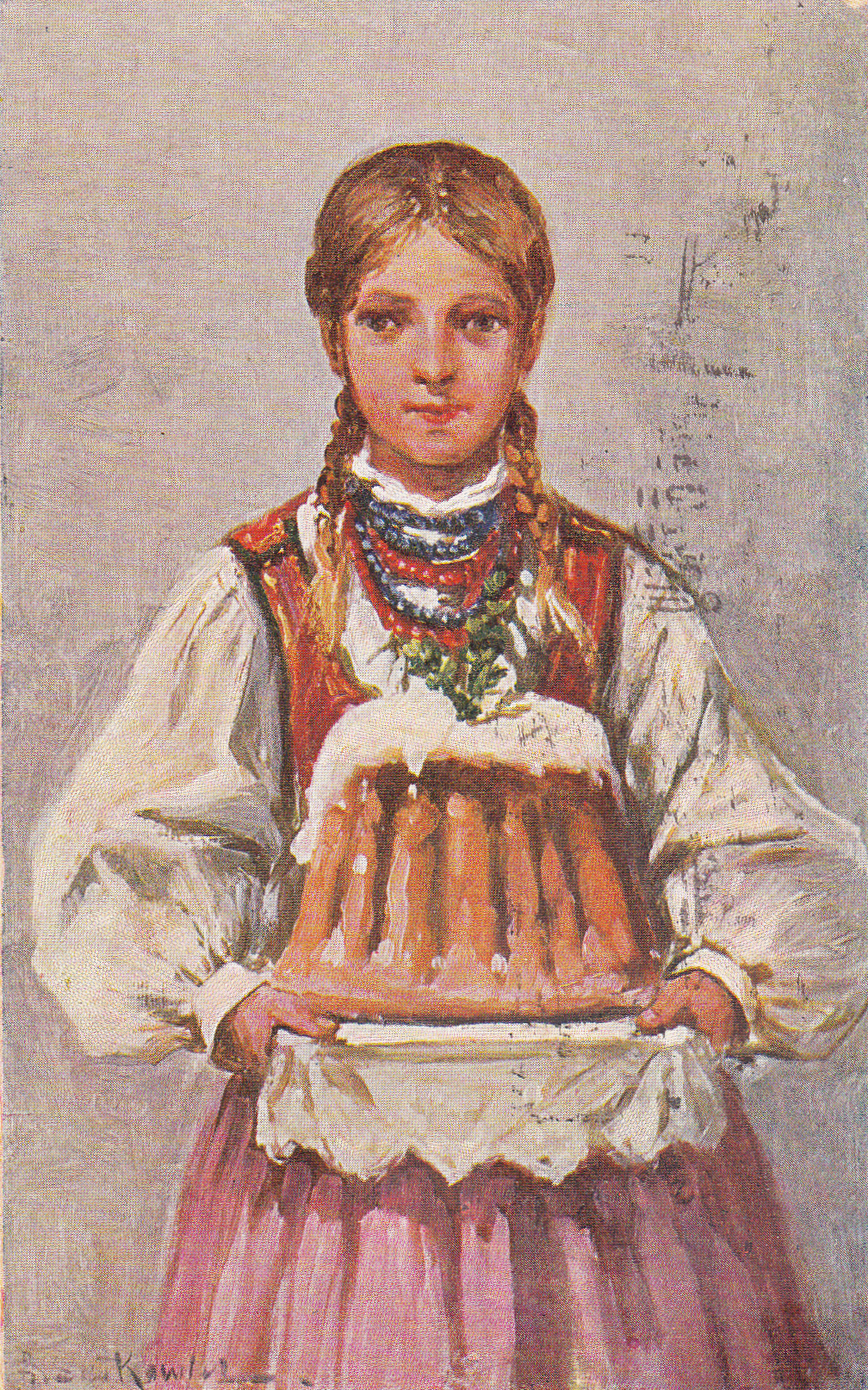
Польский пасхальный хлеб «Бабка»

В Киевской области существовало поверье: когда на Великдень после разговенья выйдешь из дома на улицу, то, что первое увидишь, тем и занимайся — будет удача. Согласно поверью, в день Воскресения Господня ворота в царство небесное открыты, а тот, кто в этот день умрёт, попадёт сразу в рай. Родившийся же в этот день будет несчастлив.
На Велик день каждый хотя бы несколько раз старался ударить в колокол. По мнению селян это приносит счастье и… лучше родится гречка.
На Велик день, как на Рождество, хозяин брал ложку кутьи или киселя, выходил на порог сеней, или влезал на печь и, просунув голову в волоковое окно, говорил: «Мороз, Мороз! приходи кисель есть; Мороз, Мороз! не бей наш овёс, лён да конопли в землю вколоти»; «Морозе, Морозе! иды до нас кути исты, та не поморозь нашой гречкы». Иногда, повторив трижды призыв на кутью и обождав немного, прибавлял: «не идёшь? не иди ж ни на жито, ни на пшеницю, ни на всяку пашницю!».
В Белоруссии считали, что на Великдень нельзя разжигать печь, иначе летом «падвор’е спаліць Пярун».
В народе свято верили, что сорок дней от Пасхи до Вознесения Иисус Христос ходит по земле в одеждах нищего, бездомного человека. Поэтому в эти дни щедро раздавали милостыню.
Пасхальный рушник, на котором освящали продукты, не стирали до осени, «пока не прекратятся грозы».

## Светлая неделя
Продолжением Великодня была Светлая (Красная) неделя, длившаяся восемь дней, до Красной горки (Фомина воскресенья) включительно. Характерной чертой народной обрядности Светлой недели было поминание усопших предков. Поминание предков на Пасху не согласовывалось с практикой церковных поминаний, так как противоречили духу праздника — радости по случаю Воскресения из мёртвых Иисуса Христа. Однако, согласно народным представлениям, в Пасхальную неделю души усопших временно возвращаются на землю, чтобы вместе с живыми порадоваться весеннему празднику. Поминальными днями этой недели были первый (в некоторых местах второй) день Пасхи и Навский четверг. В южных и центральных районах Белоруссии в эти дни полагалось навещать усопших родственников на кладбище, христосоваться с ними и приглашать их к праздничному застолью. Дома усопшие покидали, по распространённым представлениям, на Радуницу, а Землю на Вознесение.
В Светлую неделю, которая считалась началом весеннего возрождения, обновления жизни, проводилось много обрядовых действий, связанных с заключением браков. Их инициаторами и главными участниками были холостая молодёжь и молодожёны. Со Светлой недели начинались весенне-летние гулянья парней и девушек.
Вся Светлая неделя посвящалась развлечениям: ездили друг к другу в гости, угощались хорошей скоромной едой. Однако излишеств в еде и питье, великого общедеревенского разгула с драками, характерного для престольных праздников, в эти дни не было. Праздничная трапеза проходила весело, радостно, но одновременно чинно и достойно. В Светлую неделю на деревенских улицах собиралось много народа: гуляли, демонстрируя себя, своих детей, свои наряды, разглядывая других гулявших, пели песни.

## Названия недель пасхального цикла

### Перед постом
Всеядная или Сплошная неделя, Мясоед.

Пёстрая или Рябая неделя, Задушна неделя (серб.).

Сырная или Мясопустная неделя, Масленица.

### Пост
1-я. Фёдорова или Сборная неделя, Тужилки по Масленице, Чистая неделя (серб.)

2-я. серб. Пачиста недеља

4-я. Средокрестная, или Крестопоклонная неделя, Средокрестие, Дохрёстная неделя

5-я. Похвальная неделя, оканчивающаяся в «Смертное воскресенье» (словац. Smrteľná nedeľa)

6-я. Вербная неделя, оканчивающаяся в Вербное воскресенье (церковное название воскресенья — Пальмовое, а также Цветоносная или Цветная неделя)

7-я. Страстная неделя (Красная неделя, Червоная, Предпасхальная неделя, укр. Білий тиждень, Чистий тиждень, гаг. Büük afta — Великая неделя, бел. Русальная неделя, серб. Велика недеља, христ. Страстная неделя)

### Седмицы после Великодня
В приведённом ниже списке все недели начинаются, согласно церковному календарю, не с понедельника, а с предшествующего воскресенья.
1-я. Светлая неделя, Красная, Червоные святки, Святая (церк.), Пасхальная, Гремяцкая (от слова «греметь», «гром» — чернигов.), «Велицидни» (полес.).

2-я. Радоницкая неделя, Фомина (церк.), Аркушная (белорус.), «Поминальний тиждень» (укр.).

3-я. Мироносицкая неделя, Неделя жён-мироносиц, Бабья неделя с главным днём — Жён-мироносиц.

7-я. Семицкая неделя (Зелёные Святки), Сёмуха (белор.), Грена, Русалочья, Зелёная, Клечальная неделя, Задушные поминки, Разгара. На этой неделе отмечают Семик.

8-я. Русальная неделя (Зелёные Святки), Троицкая, Всесвятская (церк.), Зелёная, Ярилина неделя, Ярилины игрища, Граны (белорус.), Играная неделя (белорус.). Неделя начинается с Троицы и заканчивается в воскресенье. В эти дни во многих местах провожают Русалок. Последний день — «Русальское воскресенье».

9-я. Гренуха, Росальница, Русалки, Русалкина неделя (все белорус.). С понедельника, который иногда называют «Русалкино заговенье» начинается Петровский пост.

## Поговорки и приметы
- Каково Благовещенье, такова и Светлая неделя (Пасха)[97].
- На Благовещенье и на Пасху грешников в аду не мучат[97].
- В светлый праздник огня в домах не разводить — будет головня в пшенице, либо не гасить с вечера[98].
- На Пасху ясное небо и солнце играет — к хорошему урожаю и красному лету[99].
- В первый день Пасхи никто не должен выходить из дому в гости (Виленск.)[98].
- Не огладишь коня на Пасху красным яйцом — и корм ему впрок не пойдёт[98].